# Cyclinella tenuis
Cyclinella tenuis är en musselart som först beskrevs av Recluz 1852.  Cyclinella tenuis ingår i släktet Cyclinella och familjen venusmusslor. Inga underarter finns listade i Catalogue of Life.